# Departamento General Donovan
Das Departamento General Donovan liegt im östlichen Zentrum der Provinz Chaco im Nordwesten Argentiniens und ist eine von 25 Verwaltungseinheiten der Provinz. 
Es grenzt im Norden an das Departamento Sargento Cabral, im Osten an das Departamento Primero de Mayo, im Süden an das Departamento Libertad und Westen an das Departamento Presidencia de la Plaza. 
Die Hauptstadt des Departamento General Donovan ist Makallé. Sie liegt 60 Kilometer von der Provinzhauptstadt Resistencia und etwa 1.060 Kilometer von Buenos Aires entfernt.

## Städte und Gemeinden
Das Departamento General Donovan ist in folgende Gemeinden aufgeteilt:
- La Escondida
- La Verde
- Lapachito
- Makallé

Koordinaten: 27° 6′ S, 59° 15′ W